# John Peck
John Frederick Peck (Pittsburgh, 1941. január 13. –) amerikai költő, jungiánus pszichológus, szerkesztő, fordító.

## Életpályája
John Peck Pittsburgh-ben (Pennsylvania) született. Gyermek- és tanulóéveit Pennsylvania különböző helyszínein töltötte. 1962-ig az Allegheny College-ben tanult; a Stanford Egyetemen Yvor Winters-nél, ahol 1973-ban szerzett doktori címet, konzulense Donald Davie volt. Disszertációjában (Pound's Idylls with Chapters on Catullus, Landor, and Browning) Ezra Pound mellett a modern amerikai költészetről értekezett. Második verseskötete (The Broken Blockhouse Wall) Prix de Rome-díjat kapott 1978-ban, amit hosszú hallgatás követett: verseinek harmadik gyűjteménye csak 15 évvel később jelent meg. A 70-es években és a 80-as évek elején a Princetoni Egyetemen (1972–75) és a Mount Holyoke College-ban (1977–82) oktatott. Ezután Zürichbe költözött, ahol a C. G. Jung Institute-ban tanult, valamint a zürichi egyetem vendégprofesszora volt (1985–92). Ebben a termékeny időszakban négy év alatt három verseskötet jelentett meg. 1999-ben jelentek meg "összegyűjtött rövidebb versei" előző kötetei anyagából, kis változtatásokkal, illetve néhány újabb verssel kiegészítve. Tevékenykedett a New England Society of Jungian Analysts, valamint a Jungian Psychoanalytic Association of New York titkáraként, és foglalkozásokat tartott a Connecticut Association of Jungian Psychology-n. Angolra fordította néhány jungiánius szerző (Luigi Zoja, Ruth Ammann stb.) és mások műveit. A Skidmore College-ban is oktatott (1995–97). 
Ösztöndíjban részesült az American Academy in Rome (1978), a Guggenheim Foundation (1981) és a Ingram Merrill Foundation (1995) jóvoltából, valamint költészete elismeréséül díjat vehetett át az American Academy and Institute of Arts and Letters-től (Prix de Rome, 1975), az AGNI’s Anne Sexton Poetry Awardot és a Delmore Schwartz-díjat (New York University, 1995). Az University of North Dakota által alapított Thomas McGrath Prize első díjazottja volt 1979-ben. 2006-ban költészeti Pulitzer-díjra jelölték. 
John Peck számos könyvismertető, esszé, kritika szerzője, élénk figyelemmel követi a kortárs amerikai és angolszász irodalmat.

## Művei

### Verseskötetek
- Cantilena: One Book in Four Spans, Shearsman Books, Bristol, 2016
- I Came, I Saw: Eight Poems, Shearsman Books, Bristol, 2012
- Contradance, University of Chicago, Chicago, 2011 (Phoenix Poets)
- Red Strawberry Leaf: Selected Poems 1994–2001, The University of Chicago Press, Chicago, 2005
- Collected Shorter Poems, Carcanet Press, Manchester, 1999; Triquarterly Books, Evanston, IL, 2003
- M and Other Poems, TriQuarterly Books, IL, 1996
- Selva Morale, Carcanet Press, Manchester, 1995
- Argura, Carcanet Press, Manchester, 1993
- Poems and Translations of Hĭ-Lö, Carcanet Press, Manchester, 1991; Sheep Meadow Press, Riverdale-on-Hudson, NY, 1993
- The Broken Blockhouse Wall, David R. Godine, Boston, 1978
- Shagbark, Bobbs-Merrill Company, New York, 1972

### Fordítások
- Ruth Ammann, The Enchantment of Gardens. A Psychological Approach, translated by J. P. and Mark Kyburz, Daimon Verlag, Einsieden, 2008
- Ion Barbu, The Last Centaur = Nina Kossman (szerk.), Gods and Mortal. Modern Poems on Classical Myths, Oxford, Oxford University Press, 2001, 95. Megjelent még: Pequod, #40 (1996), 20
- Bertolt Brecht, On Reading a Recent Greek Poet = Nina Kossman (szerk.), Gods and Mortal. Modern Poems on Classical Myths, Oxford, Oxford University Press, 2001, 246. Megjelent még: World Poetry, ed. Katharine Washburn, W. W. Norton, 1998
- Euripides: Orestes, with Frank Nisetich, Oxford University Press, New York – Oxford, 1995. Megjelent még: The complete Euripides. Volume II, Iphigenia in Tauris and other plays, edited by Peter Burian and Alan Shapiro, Oxford University Press, New York – Oxford, 2010 (Greek Tragedy in New Translations)
- Marianne Jehle-Weilberger: Adolf Keller: Ecumenist, World Citizen, Philanthropist, translated by J. P. and Mark Kyburz, Lutterworth, Cambridge, 2013
- Carl Gustav Jung: Liber Novus – The Red Book, with Sonu Shamdasani and Mark Kyburz, W. W. Norton & Co., New York – London, and the Philemon Foundation, 2009
- Rainer Maria Rilke, A Sibyl = Nina Kossman (szerk.), Gods and Mortal. Modern Poems on Classical Myths, Oxford, Oxford University Press, 2001, 82-83.
- Rainer Maria Rilke, Cretan Artemis = Nina Kossman (szerk.), Gods and Mortal. Modern Poems on Classical Myths, Oxford, Oxford University Press, 2001, 80.
- Rainer Maria Rilke, Leda = Nina Kossman (szerk.), Gods and Mortal. Modern Poems on Classical Myths, Oxford, Oxford University Press, 2001, 37.
- Rainer Maria Rilke, Narcissus = Nina Kossman (szerk.), Gods and Mortal. Modern Poems on Classical Myths, Oxford, Oxford University Press, 2001, 156.
- Luigi Zoja: Cultivating the Soul, Free Association Books, London, 2005
- Luigi Zoja: Ethics & Analysis: Philosophical Perspectives and Their Application in Therapy, Texas A & M University Press, College Station, 2007 (Carolyn and Ernest Fay Series in Analytical Psychology, 13)
- Luigi Zoja: Violence in History, Culture, and the Psyche: Essays, translated by J. P. and Victor-Pierre Stirnimann, with an afterword by J. P., Spring Journal Books, New Orleans, LA, 2009

### Tanulmányok, esszék, kisebb írások
- A Montgolfier Letter from Moscow, PN Review 78, Vol. 17 Nr. 4, March–April 1991.
- A Note on the Two Poems by Hí Lö, PN Review 73, Vol. 16 Nr. 5, May–June 1990.
- Basil Bunting, Briggflatts und andere Gedichte (rec.), Sagetrieb Vol. 11 (1992), nos. 1-2, 259-260.
- Brilliance and Res: Donald Davie's To Scorch or Freeze, PN Review 88, Vol. 19 Nr. 2, November–December 1992.
- Cento Biblioteche Italiane, PN Review 84, Volume 18 Number 4, March – April 1992.
- Clive Wilmer among the Builders, Notre Dame Review, Winter/Spring 2013, 222–237.
- David Jones: Man and Poet, edited with an introduction by John Matthias, National Poetry Foundation, University of Maine, 1989
- From the Customs House, PN Review 79, Vol. 17 Nr. 5, May–June 1991.
- On Two Stanzas by Thom Gunn, PN Review 70, Vol. 16 Nr. 2, November–December 1989.
- Seeing Things as They Are: Scott's Mosaic Orpheus, Notre Dame Review, Winter/Spring 2011, 239–252.
- Summation and Chthonic Power, PN Review 183, Vol. 35 Nr. 1, September–October 2008 & PN Review 184, Vol. 35 Nr. 2, November–December 2008. Megjelent még: At the Barriers. On the Poetry of Thom Gunn, edited by Joshua Weiner, The University of Chicago Press, Chicago and London, 2009, 135–180.
- Thom Gunn at Sixty: Poems, Interview, Essays, Tributes, edited by Clive Wilmer with contributions from J. P. etc., [Manchester] : [Poetry National Review], [1989]
- Three Stories from the Val de Bagnes, PN Review 64, Vol. 15 Nr. 2, November–December 1988.

### Kötetszerkesztések
- Carl Gustav Jung, Dream Interpretation Ancient and Modern: Notes from the Seminar Given in 1936–1941, edited by John Peck, Lorenz Jung and Maria Meyer-Grass, translated by Ernst Falzeder with the collaboration of Tony Woolfson, Princeton University Press, 2014 (Philemon Foundation Series)